# Робоча температура
Робо́ча температу́ра — допустимий температурний діапазон місцевого навколишнього середовища, при якому працює електричний або механічний пристрій. Пристрій буде ефективно працювати в певному температурному діапазоні, який змінюється залежно від функції пристрою та контексту застосування, і коливається від мінімальної до максимальної робочої температури. За межами цього діапазону безпечних робочих температур пристрій може вийти з ладу.
Це складова надійності технічних об'єктів.

## Діапазони
Більшість пристроїв виготовляються в кількох даташіт класах. Поширеними оцінками є:
| Сектор      | °C         |
| ----------- | ---------- |
| Комерційний | 0 до 70    |
| Промисловий | −40 до 85  |
| Військовий  | −55 до 125 |

Однак кожен виробник визначає свої власні градації температури, тому розробники повинні звернути особливу увагу на фактичні специфікації в технічному паспорті. Наприклад, «Maxim Integrated» використовує для своїх продуктів п'ять температурних класів:
| Сектор                 | °C         |
| ---------------------- | ---------- |
| Повний військовий      | −55 до 125 |
| Автомобільний          | −40 до 125 |
| AEC-Q100 Рівень 2      | −40 до 105 |
| Розширений промисловий | −40 до 85  |
| Промисловий            | −20 до 85  |

Використання таких класів гарантує, що пристрій підходить для застосування та витримує умови навколишнього середовища, в яких він використовується. 